# Marlon Brando
Pour les articles homonymes, voir Brando.
Marlon Brando, Jr. /ˈmɑɹlən ˈbɹændoʊ/, né le 3 avril 1924 à Omaha (Nebraska) et mort le 1er juillet 2004 à Los Angeles (Californie), est un acteur et réalisateur américain.
Étoile hollywoodienne et sex-symbol, Marlon Brando est considéré comme l'un des plus célèbres acteurs américains et l'un des plus influents du XXe siècle.
Marlon Brando fait ses débuts au cinéma dans The Men (1950). À l'instar de Marilyn Monroe, Greta Garbo, Cary Grant ou James Dean, il est une vedette des années 1950. Il remporte son premier Oscar du meilleur acteur en 1955, à l'âge de 30 ans, pour son rôle dans Sur les quais de Elia Kazan qu'il avait rencontré au théâtre. Il réalise La Vengeance aux deux visages (1961), dans lequel il joue également mais qui est un échec au box-office. Il connaît par la suite un long passage à vide, avant de renouer avec le succès international en interprétant en 1972 le personnage de Vito Corleone dans Le Parrain (The Godfather) de Francis Ford Coppola ; ce rôle lui vaut un second Oscar du meilleur acteur en 1973 mais Brando refuse la récompense. Il fait enfin une brève et marquante apparition en jouant le colonel Kurtz dans Apocalypse Now (1979) du même réalisateur.
Acteur au comportement imprévisible et ingérable, Brando a influencé de nombreux acteurs de sa génération comme James Dean, Paul Newman ou Steve McQueen, ainsi que des acteurs de la génération suivante comme Robert Redford, Al Pacino, Jack Nicholson, Robert De Niro, Dustin Hoffman ou encore James Caan.
Il est aussi connu pour son implication dans le combat pour les droits civiques aux États-Unis, notamment pour la reconnaissance des droits des Autochtones  et des Afro-Américains.
Son comportement ainsi que celui du réalisateur Bernardo Bertolucci dans le succès de scandale Le Dernier Tango à Paris a suscité une polémique liée aux conditions de tournage de la scène de sodomie simulée, que l'actrice Maria Schneider a subie de leur part.

## Biographie

### Famille et enfance

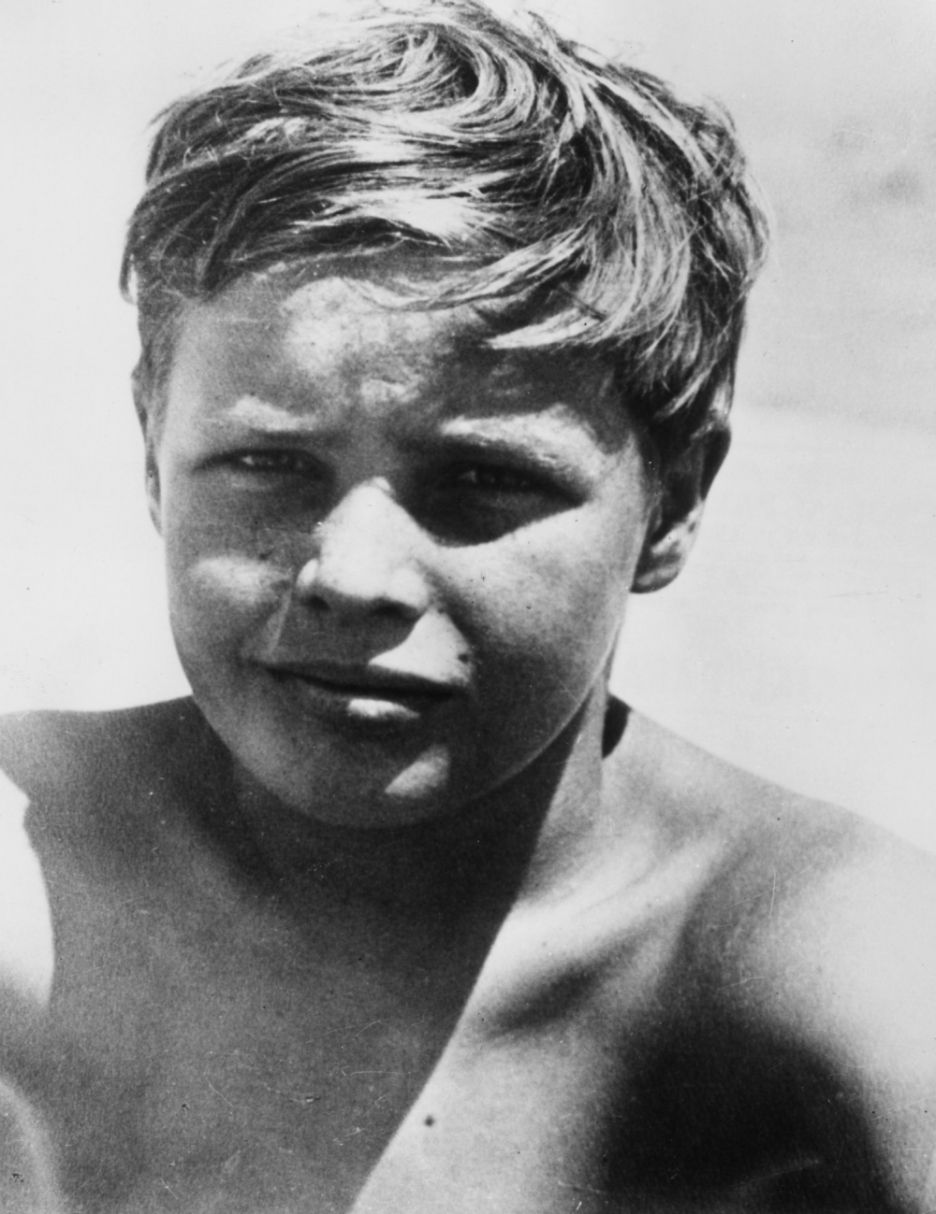
Marlon Brando en 1934, à l'âge de 10 ans.

Marlon Brando naît à Omaha dans une famille modeste du Nebraska, d’ascendance française, allemande, hollandaise, irlandaise et anglaise. Il est le fils du producteur, acteur et réalisateur Marlon Ernest Brando (1895-1965), coureur de jupons et alcoolique notoire, et de l'actrice Dorothy Julia Pennebaker (Dodie Brando) (1897-1954), tout autant alcoolique et bohème.
Le nom de famille, d'origine allemande, s'écrivait à l'origine Brandau, puis a été francisé en Brandeau avant d'être italianisé en Brando à l'initiative de son grand-père, un immigrant.
Il est élevé en compagnie de ses deux sœurs aînées, Jocelyn (1919-2005) et Frances (1922-1994). Traumatisé par le souvenir de sa mère ivrogne qu'il allait récupérer la nuit dans des bouges, il prend la résolution de ne pas boire ni fumer, mais connaîtra les mêmes tourments avec sa première épouse toxicomane, Anna Kashfi. Mauvais élève, il est envoyé dans une école militaire, la Shattuck Military Academy, où il découvre sa vocation pour le théâtre mais, menacé d'en être exclu pour insubordination, il préfère quitter l'académie.
Vivant de petits boulots grâce à l'intervention de son père, il tente d'être incorporé dans l'armée, mais est réformé à cause d'un genou blessé lors d'une partie de football américain. Il décide alors de rejoindre ses sœurs à New York en 1943.

### Carrière

#### Débuts

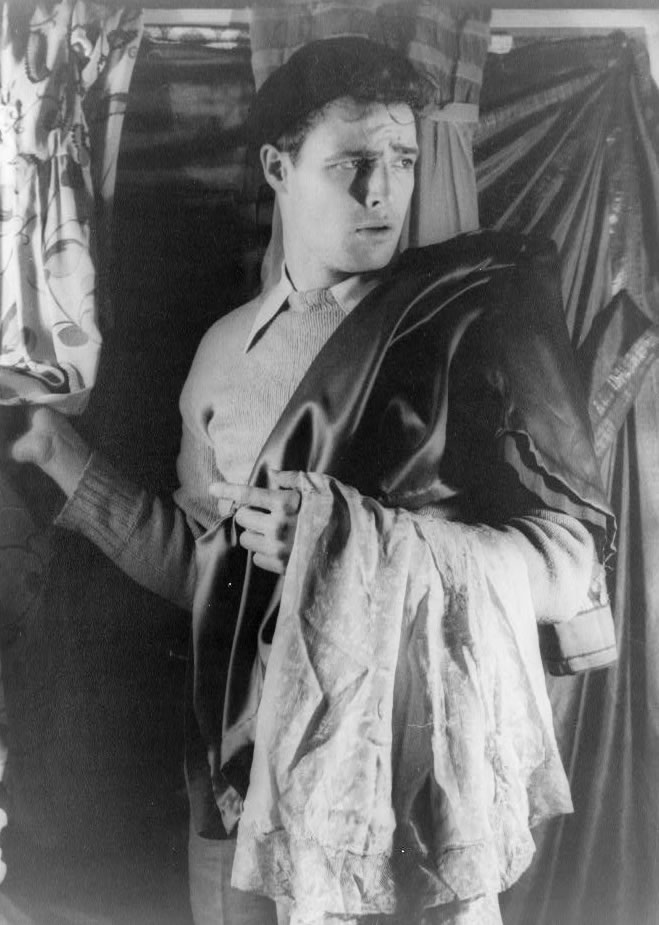
Marlon Brando dans le rôle de Stanley Kowalski, dans la pièce de théâtre Un tramway nommé Désir (1948).

Marlon Brando suit un peu par hasard le cours de formation d'acteurs de Stella Adler et la méthode de Constantin Stanislavski. Il développe une nouvelle façon d'interpréter les rôles, fondée sur l'improvisation et l'oubli du scénario originel, au profit d'un approfondissement psychologique du personnage, de ses pulsions et contradictions.
Il ne joue pas un rôle mais incarne un personnage, physiquement et mentalement. « Marlon n’a jamais réellement eu besoin d’apprendre à jouer. Il savait », a un jour déclaré Stella Adler, l’une des enseignantes de l’Actors Studio avant que Lee Strasberg ne devienne le directeur artistique du Studio en 1951.
Sa carrière commence au théâtre à Broadway en 1944 avec la pièce Tendresse (I Remember Mama). Il connaît un premier succès d'estime dans Truckline Cafe mais sa carrière d'acteur est véritablement lancée par Elia Kazan qui lui offre, en 1951, le rôle de Stanley Kowalski dans Un tramway nommé Désir (A Streetcar Named Desire). Marlon Brando avait cherché à joindre Elia Kazan au téléphone pendant trois jours pour refuser le rôle, mais lorsque celui-ci le rappelle, il n'ose pas dire non.
Au cours d'une des représentations de cette pièce, un machiniste lui casse le nez alors qu'ils boxent entre deux scènes dans les coulisses. Il termine pourtant la pièce, le nez en sang. Il gardera de cet incident un nez légèrement « déformé ».

#### Sex-symbol

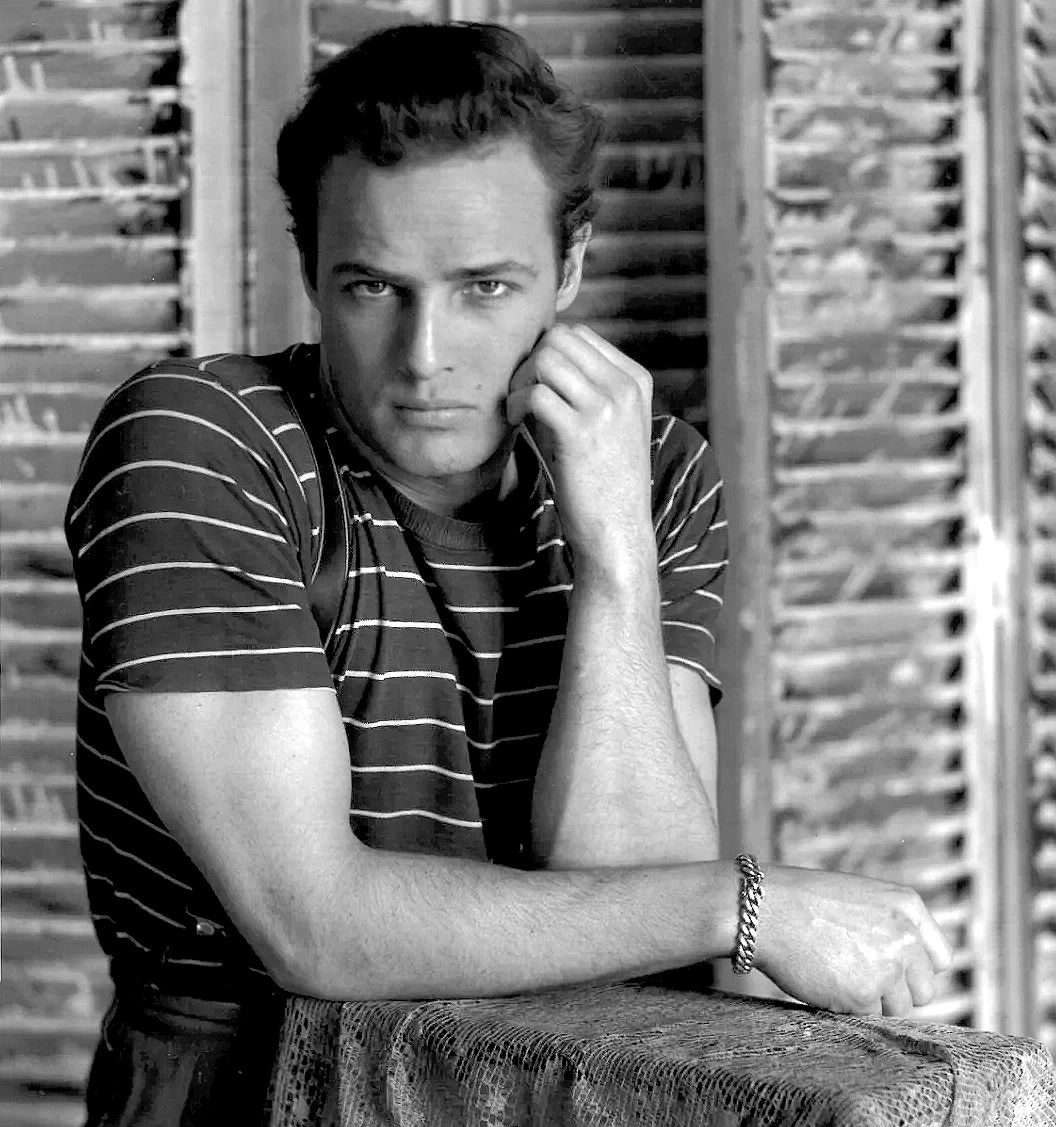
Marlon Brando en 1948 à Paris (Studio Harcourt).

En 1951, Elia Kazan adapte Un tramway nommé Désir au cinéma. Le film est tiré de la pièce de Tennessee Williams et le rôle de Blanche Dubois est campé par Vivien Leigh qui recevra l'Oscar de la meilleure interprétation féminine. Marquant une nette rupture avec la tradition anglo-saxonne, ce film mélange, dans un contexte social hyperréaliste, les névroses et les pulsions sexuelles.
Le choix de Marlon Brando est un trait de génie. Le film fait exploser la popularité de ce dernier, qui devient une star hollywoodienne du jour au lendemain (ce n'est que son deuxième film après C'étaient des hommes de Fred Zinnemann en 1950).
En plus de son jeu d'acteur révolutionnaire et de sa prestation époustouflante dans le rôle du vulgaire Stanley Kowalski, Marlon Brando crève l'écran et s'impose comme un sex-symbol incontestable, en redéfinissant les critères de beauté masculine pour toute la seconde moitié du XXe siècle, allant plus loin que Tyrone Power ou Montgomery Clift et étant plus jeune que les Clark Gable, John Wayne et autres Humphrey Bogart qui le précédaient. C'est toutefois ce dernier qui remportera l'Oscar du meilleur acteur en 1951 (pour L'Odyssée de l'African Queen), malgré la nomination de Brando.

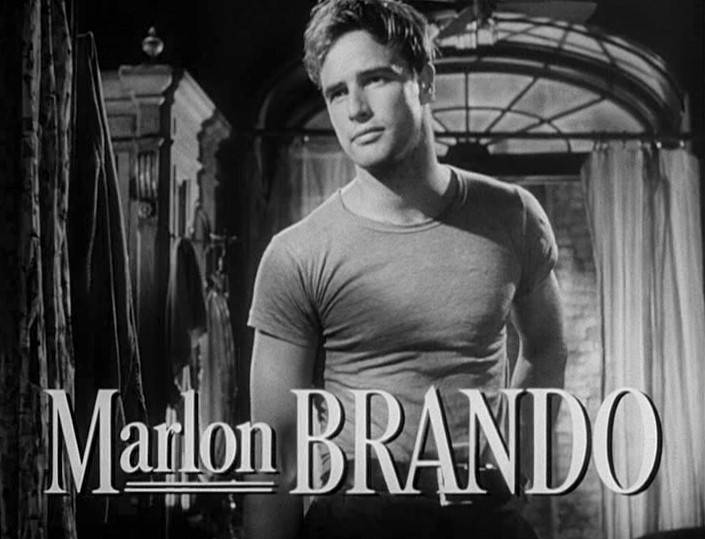
Marlon Brando dans la bande-annonce d,Un tramway nommé Désir (1951).

Comme l'écrit Truman Capote, il est alors l'image idéale de la jeunesse américaine : cheveux blond foncé, yeux gris-bleu, teint basané, démarche athlétique. Son rôle dans Viva Zapata ! en 1952 lui vaut un prix d'interprétation au Festival de Cannes.

#### L’image du rebelle

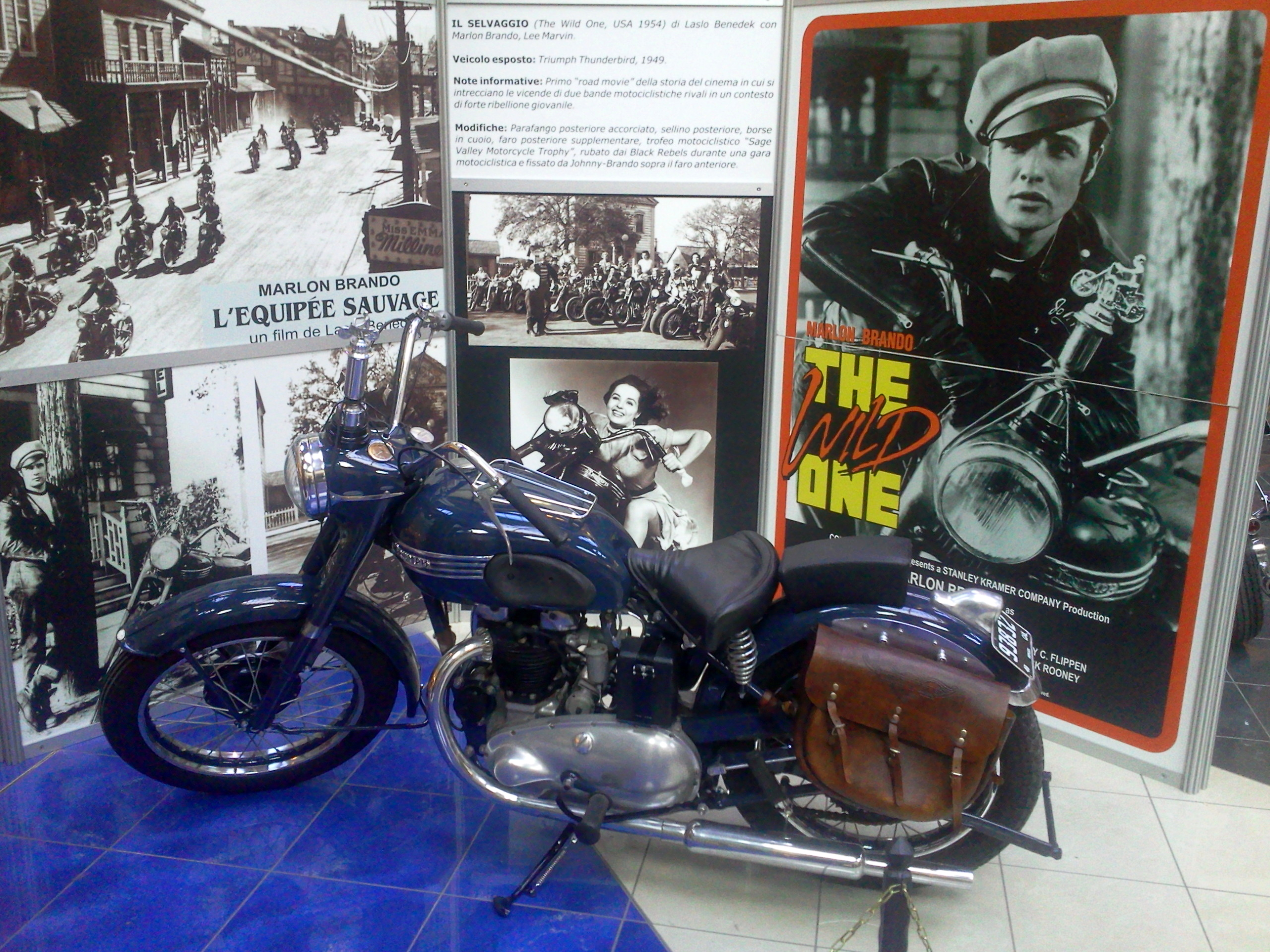
Triumph Thunderbird 6T de L'Équipée sauvage (1953).

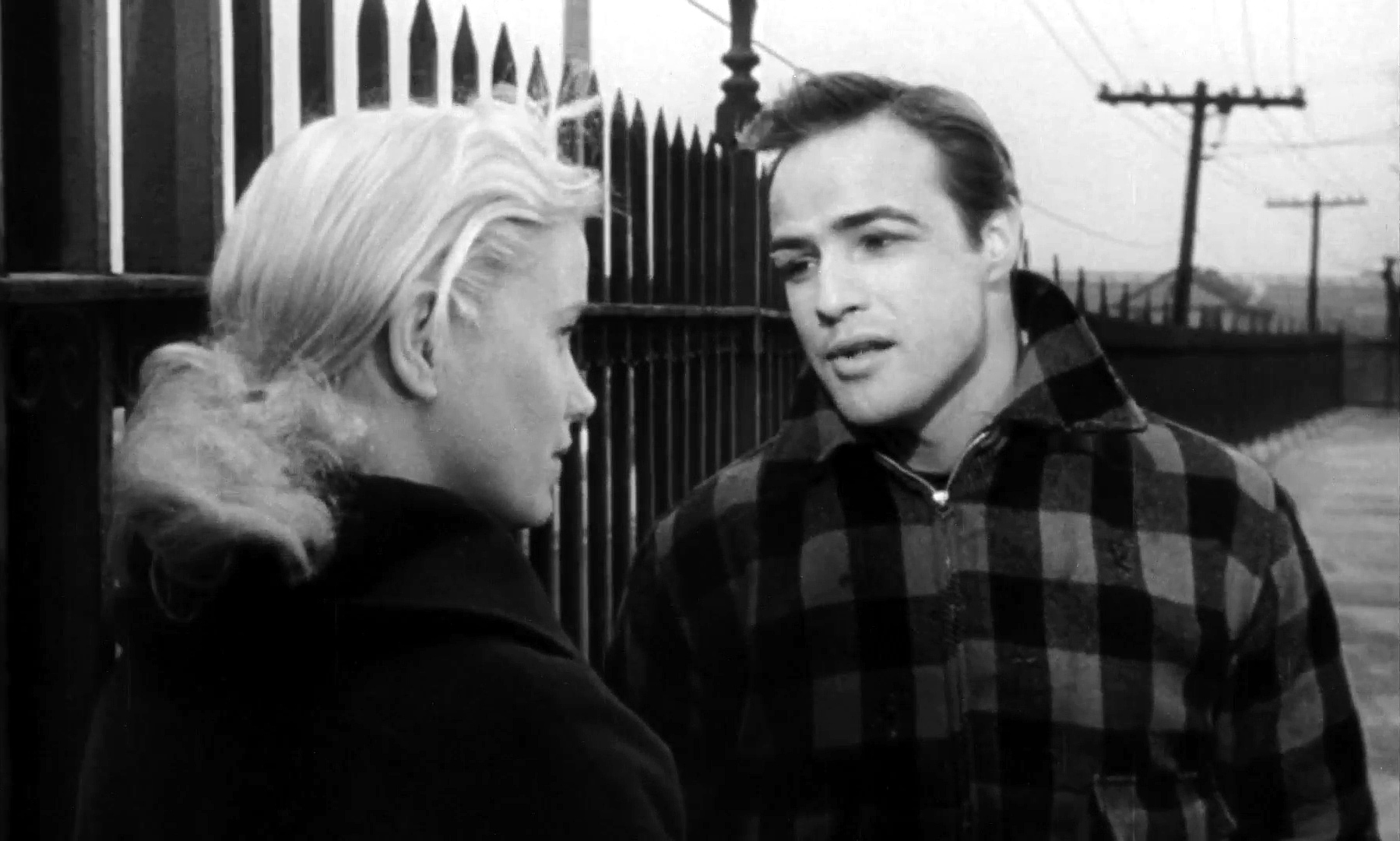
Avec Eva Marie Saint dans Sur les quais (1954), rôle pour lequel Brando obtient son premier Oscar du meilleur acteur.

Après la pièce Un tramway nommé Désir de Tennessee Williams, en 1953, Marlon Brando enchaîne avec un film qui rendra célèbres le jeans et le blouson de cuir Perfecto : L'Équipée sauvage (The Wild One) de László Benedek.
Dans ce film, l'acteur y exprime toute la révolte d'une génération en devenant le personnage de Johnny, un motard rebelle sur sa propre moto Triumph Thunderbird 6T qui prend d'assaut une petite ville avec sa bande de jeunes bruyants.
Encore une fois, son interprétation va avoir un grand retentissement. Le film et le jeu d'acteur de Brando ne sont pas aussi extraordinaires que dans Un tramway nommé Désir, mais c'est le personnage qu'il joue à l'écran (celui de Johnny, chef d'un gang de motards) qui va lancer une mode et avoir un impact considérable sur la « culture rock ». James Dean voudra la même moto que celle du film, et on se souvient de la photo d'Elvis Presley mimant à la perfection la posture de Brando sur sa Triumph, bien que la marque Triumph ait vu d'un très mauvais œil l'image que le film renvoyait d'elle.
Les images de Marlon Brando posant avec sa moto deviendront légendaires et seront la base du mannequin de cire au musée de Madame Tussauds à Londres.
Son personnage, Johnny, prononce cette réplique devenue célèbre :

« — Une fille : "Hé Johnny, tu te rebelles contre quoi ?"

— Johnny : "Qu'est-ce que tu proposes ?" »

À cette époque, certains critiques lui reprochent sa façon de parler assez nonchalante et son manque d'articulation. Frank Sinatra le surnomme d'ailleurs « Mister Mumbles » (« Monsieur bredouillement »). Mais Brando va prendre ces critiques à contre-pied en jouant un rôle shakespearien dans Jules César (Julius Caesar) de Joseph L. Mankiewicz en 1954 ; il y incarne Marc Antoine et y prononce un réquisitoire saisissant.
Brando était censé tenir le rôle principal masculin du film L'Égyptien mais, peu convaincu par le scénario et par le fait que le producteur Darryl Zanuck ait imposé sa maîtresse Bella Darvi dans un rôle prévu à l'origine pour Marilyn Monroe, l'acteur se désiste.
Frank Sinatra devait tenir le rôle de Terry Malloy dans le film suivant d'Elia Kazan : Sur les quais (On the Waterfront). Au dernier moment, Marlon Brando accepte, malgré son désaccord avec Elia Kazan qui avait dénoncé ses collègues communistes lors de la chasse aux sorcières de Joseph McCarthy. La délation est justement le thème central de ce film qui vaudra à Marlon Brando son premier Oscar du meilleur acteur en 1955. On y trouve plusieurs scènes célèbres dont celle dite « du taxi » où il fait pleurer des techniciens du plateau par son simple monologue. La même année, il incarne Napoléon Bonaparte à l'écran dans Désirée d'Henry Coster avec Jean Simmons.

#### Variété de son talent

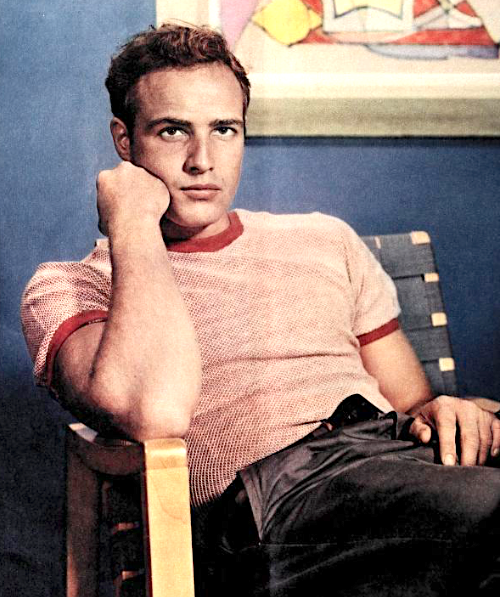
Marlon Brando posant pour le magazine de cinéma Photoplay en 1950.

Marlon Brando est alors la plus grande star masculine hollywoodienne. Il n'a peur de rien et va donc s'essayer à la comédie musicale avec pour partenaire Frank Sinatra. Dans la vie, les deux acteurs se seraient détestés : l'auteur Stefan Kanfer affirma que « Les deux hommes étaient diamétralement opposés : Marlon avait besoin de plusieurs prises ; Frank détestait se répéter. »
Lors de leur première rencontre, Sinatra se serait moqué : « Ne me faites pas jouer avec cette merde d'Actor Studio [en parlant de Marlon Brando]. » Brando plaisanta plus tard : « Frank est le genre de gars, quand il mourra, il ira au paradis et engueulera Dieu de l'avoir fait chauve. »
Frank Sinatra qualifia Brando par la suite d'« acteur le plus surestimé du monde ». Le film s'intitule Blanches Colombes et Vilains Messieurs (Guys and Dolls) ; il est un succès au box-office mais un échec pour les critiques.

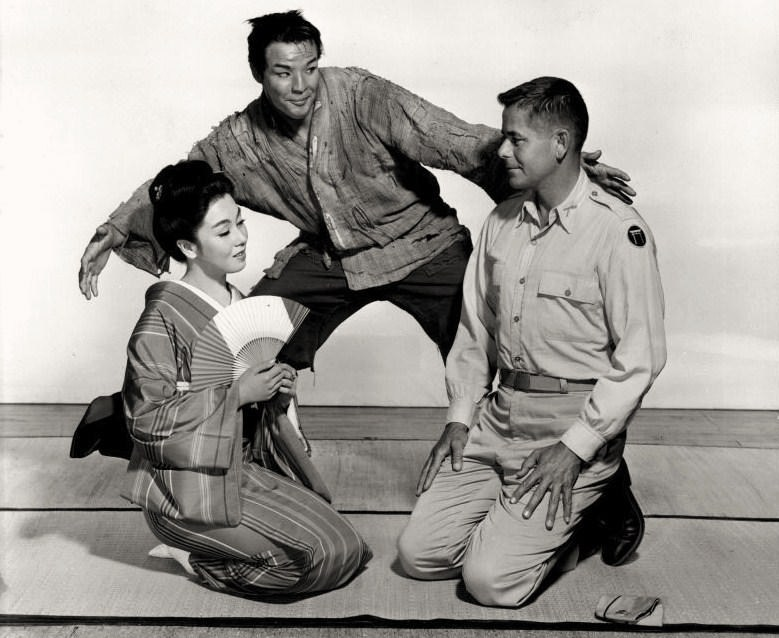
Marlon Brando dans The Teahouse of the August Moon (1956).

Gene Kelly était pressenti pour le premier rôle mais la MGM n'ayant pas voulu le libérer, c'est Marlon Brando qui l'obtient et joue pour la première fois dans une comédie musicale. En 1956, il joue avec Glenn Ford dans La Petite Maison de thé (The Teahouse of the August Moon) où il interprète un Asiatique. Il poursuit dans la même veine de manière plus sérieuse avec Sayonara où il joue le rôle d'un soldat américain dont l'amour avec une Japonaise est impossible, au lendemain de la Seconde Guerre mondiale.
En 1958, il interprète son plus grand rôle depuis Sur les quais, dans le film d'Edward Dmytryk Le Bal des maudits (The Young Lions) où il joue le rôle d'un officier allemand, aux côtés de Dean Martin et Montgomery Clift. L'année suivante, il joue dans L'Homme à la peau de serpent (The Fugitive Kind) le rôle d'un musicien solitaire à la veste en peau de serpent, avec Anna Magnani et Joanne Woodward. Le film, adapté d'une pièce de Tennessee Williams écrite spécialement pour Brando, ne connaît pas le succès mais devient un « film culte ».

#### Années 1960 et déclin
Durant l’année 1960, Marlon Brando travaille sur un western avec Sam Peckinpah puis Stanley Kubrick intitulé La Vengeance aux deux visages (One-Eyed Jacks). Après d'innombrables querelles sur le scénario et la direction, Marlon Brando finit par réaliser le film lui-même, en 1961, jouant dans celui-ci en compagnie de Karl Malden. Du fait de gros retards pris pendant le tournage et d'un fort dépassement de budget, les producteurs décident de ne pas lui confier le montage final. Méconnu, le film distille une atmosphère particulière pour un western et sera le seul film réalisé par Marlon Brando. En 1962, il refuse le rôle pour le film Lawrence d'Arabie.
La même année, il joue dans Les Révoltés du Bounty (Mutiny on the Bounty) de Lewis Milestone qui malgré les 13 680 000 $ de recettes aux États-Unis ne couvre pas son budget de 19 millions $ et fut un flop au box-office.
Il accumule alors les échecs commerciaux; dans La Poursuite impitoyable (The Chase) d'Arthur Penn en 1966, puis les Reflets dans un œil d'or (Reflections in a Golden Eye) de John Huston, en 1967, où il joue un officier de l'armée qui refoule son homosexualité. En 1968, il joue aussi un gourou dans la comédie graveleuse Candy de Christian Marquand. En 1969, il refuse Butch Cassidy et le Kid (Butch Cassidy and the Sundance Kid) pour tourner dans Queimada, dont il déclarera plus tard qu'il est son film préféré malgré son échec commercial. À la fin de la décennie, sa carrière souffre de sa réputation d'être difficile sur les plateaux de tournage et des échecs commerciaux répétés de ses films.

#### Succès phénoménal avecLe Parrain
En 1972, la prestation de Marlon Brando dans Le Parrain (The Godfather) marque une étape et relance sa carrière alors en berne. Le réalisateur, Francis Ford Coppola, parvient à convaincre Marlon Brando de faire des tests de maquillage. Lui, qui n'avait plus passé de casting depuis près de vingt ans, se prend au jeu, se crée un nouveau visage avec boules de coton dans les joues, se donnant un air de bouledogue dur et impitoyable.
Aux essais, Francis Ford Coppola est très emballé par sa prestation en tant que parrain d'une famille de la pègre, la famille Corleone, au sein de la Cosa nostra. Francis Ford Coppola doit se battre pour l'imposer, contre l'avis des studios Paramount qui ne veulent pas de Marlon Brando au casting. Les dirigeants de la Paramount veulent donner le rôle à Danny Thomas. Ce dernier décline le rôle et Francis Ford Coppola presse les studios d'engager Marlon Brando avec l'aide des témoignages de ceux qui ont assisté à ses essais.
Pour son rôle dans Le Parrain, Marlon Brando reçoit un nouvel Oscar du meilleur acteur en 1973, qu'il refuse pour protester contre la manière dont le cinéma américain traite les natifs américains dans ses films,. À la place, il envoie Sacheen Littlefeather, une actrice et activiste pour la défense des droits civiques des natifs américains, venue en costume traditionnel apache.
En 1974, Marlon Brando, comme James Caan, sont programmés pour apparaître dans la scène finale du Parrain 2 (The Godfather: Part II). Mais à la suite d'une dispute entre l'acteur et les studios au sujet de son salaire, Marlon Brando refuse de venir une seule journée pour tourner la scène, au point que les scénaristes doivent réécrire la scène finale où son personnage est juste évoqué.

#### Le Dernier Tango à Paris
En 1972 sort Le Dernier Tango à Paris (Ultimo tango a Parigi) de Bernardo Bertolucci. Marlon Brando est encore une fois sélectionné pour l'Oscar du meilleur acteur. Ce film provoque un scandale par les scènes érotiques crues entre un homme mûr et une très jeune femme, dont une scène de sodomie, décidée le matin même par Brando et Bertolucci. Ces derniers n'en ont pas informé l'actrice, en sachant qu'elle refuserait et voulant, selon le réalisateur, qu'elle ressente « l'humiliation et la rage » et non pas qu'elle les joue.
Cette scène considérée comme un viol par Maria Schneider l'aurait conduite à arrêter sa carrière après ce film,,, ce qu'elle ne fera pas toutefois.

#### Défense des Amérindiens et des Afro-Américains
Marlon Brando s'est impliqué dans le combat pour les droits civiques aux États-Unis, notamment pour la reconnaissance des droits des Amérindiens et des Afro-Américains. L'acteur avait des amis dans les deux communautés. Marlon Brando était l'ami de "la cause indienne". Au milieu des années 1970, il a prêté un camping-car au militant de l’American Indian Movement Leonard Peltier, venu à l'été 1975 prêter main-forte aux sioux de la Réserve indienne de Pine Ridge et qui sera accusé de meurtre d'agents du FBI après la fusillade du 25 juillet 1975 sur la base d'un "faux témoignage grossier". Grâce au camping-car de Marlon Brando., ce dernier s'installe avec des amis sur la côte Pacifique, à Port Madison Indian Reservation, réserve des indiens de la tribu Suquamish, selon le livre de l'ex-juge Kenneth Saul Stern, avant de partir plus tard au Canada, où il sera arrêté.

#### Dernières années et fin de carrière
Pour Apocalypse Now, Francis Ford Coppola propose à Marlon Brando d'interpréter le sombre colonel Kurtz, un héros de l'armée américaine promis aux plus hauts postes mais qui, brisé par son expérience de la guerre du Viêt Nam, s'enfuit au fond de la jungle pour fonder son propre clan avec des déserteurs et des indigènes. Un culte de sa personnalité se développe et il commet des actes d'une atroce sauvagerie envers ses ennemis. Marlon Brando, après bien des hésitations, finit par accepter le rôle en février 1976 pour une somme de 3 millions de dollars. Le tournage commence en mars 1976. Mais Francis Ford Coppola connaît des difficultés financières et des retards, notamment à cause de Marlon Brando qui veut toucher un pourcentage sur les entrées du film.
La dernière partie du film, où apparaît le colonel Kurtz est par ailleurs marquée par de grandes difficultés scénaristiques se traduisant par plusieurs versions successives, Francis Ford Coppola cherchant toujours une fin plus satisfaisante et comptant sur l'arrivée de Brando pour donner à l'ensemble du film une cohérence qui lui manque encore. L'arrivée de Brando sur le plateau ne résout pas ces problèmes. Francis Ford Coppola a notamment affirmé que l'acteur n'avait pas respecté sa demande de lire Au cœur des ténèbres (Heart of Darkness), la nouvelle de Joseph Conrad qui inspire le film et son personnage. S'ajoute un autre problème, celui du physique de Marlon Brando, qui a énormément grossi et pèse plus de 95 kg, alors que Kurtz est censé être moribond avec un physique émacié.
Pour compenser sa corpulence, Francis Ford Coppola décide de le filmer dans la semi-obscurité et en contre-plongée. Cela a pour effet d'accroître l'aura mythique du personnage et sa folie. Sorti en 1979, le film est un succès et reçoit notamment la Palme d'or du Festival de Cannes 1979. Les critiques voient dans le rôle du colonel Kurtz un parallèle avec la carrière de Brando et ce qu'il est devenu, c'est-à-dire un personnage solitaire et perdu.
En 1977, Marlon Brando est le narrateur de la version anglaise du film Raoni, et, en 1978, il joue le rôle de Jor-El, le père de Superman dans le film du même nom. Il accepte d'apparaître à l'écran si les producteurs lui garantissent qu'il aura un petit rôle (10 minutes d'apparition) très bien payé. Pour douze jours de travail, Marlon Brando est payé 3,7 millions de dollars, plus 16,86 % du chiffre d'affaires du film. Au total, Marlon Brando gagne plus de 50 millions de dollars pour Superman (qui en rapporte 300 millions).
Même pour ce petit rôle, il ne prend pas la peine d'apprendre son texte et se contente de le lire posé sur un support posé hors caméra. Marlon Brando assume n'avoir tourné ce « film plutôt stupide » que pour l'argent,. Pour Superman II, Marlon Brando reprend le rôle de Jor-El mais se fâche avec les producteurs à cause de son salaire. Il refuse que ses scènes apparaissent à l'écran. Après sa mort, en 2004, ses héritiers acceptent que les scènes soient utilisées dans le film Superman Returns sorti en 2006.
De la même façon, il joue dans deux films pour de courtes apparitions très bien payées : 2,75 millions de dollars pour La Formule en 1980 et 5 millions de dollars pour Christophe Colomb : La Découverte en 1992.
De 1980 à 1989, il se désintéresse du cinéma. En 1989, il joue le rôle d'un avocat dans Une saison blanche et sèche (A Dry White Season), un film sur les discriminations en Afrique du Sud. Son salaire sera reversé à des associations luttant contre l’apartheid. Toujours attaché à défendre la cause des natifs américains, il tourne en 1997 dans The Brave, un film de Johnny Depp. La relation entre les deux hommes est plus que cordiale, Marlon Brando appréciant que Johnny Depp, en tant que réalisateur, lui fasse confiance.
En 2001, il apparaît pour la dernière fois au cinéma dans le film The Score avec Robert De Niro et Edward Norton. La même année, on le voit aussi dans le clip de la chanson You Rock My World de Michael Jackson. Il fait également une brève apparition sur scène le 7 septembre pour un concert célébrant les trente ans de carrière de Michael Jackson pour laquelle il est payé 1 million de dollars[réf. nécessaire].

### Mort
Marlon Brando décède au Ronald Reagan UCLA Medical Center de Los Angeles en Californie le 1er juillet 2004 d'une insuffisance cardiaque ainsi que d'une insuffisance respiratoire. Ses cendres sont dispersées en partie à Tahiti et en partie dans la vallée de la Mort.

### Vie privée et familiale

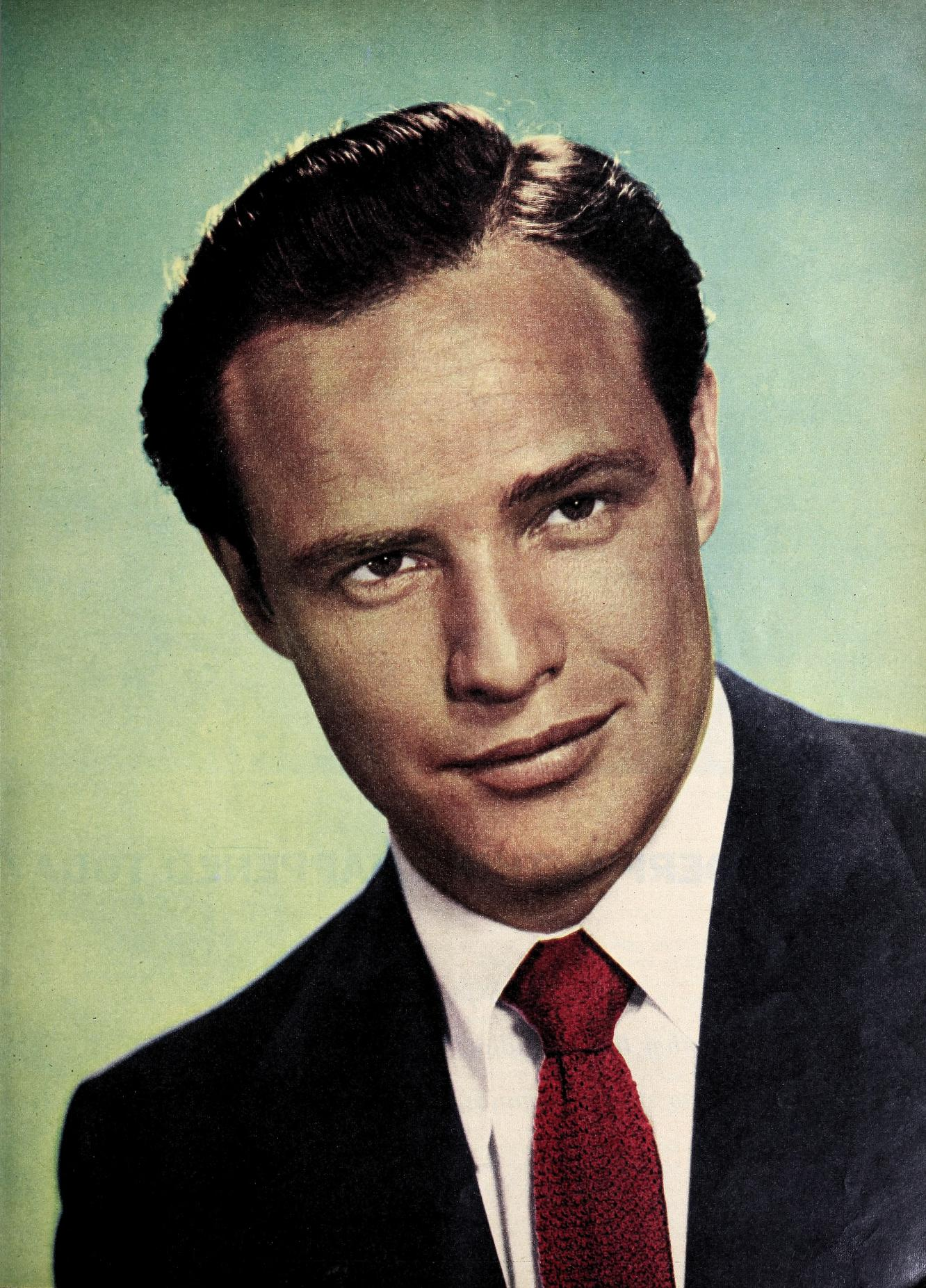
Marlon Brando en 1955.

Marlon Brando a eu de nombreux enfants :
- Enfant avec Anna Kashfi :
  - Christian Devi Brando (alias Gary Brown, 11 mai 1958 - 26 janvier 2008, mort d'une pneumonie) ;
- Enfants avec Movita Castaneda :
  - Miko Castaneda Brando (né en 1961) ;
  - Rebecca Brando (née en 1966).
- Enfants avec Tarita Teriipaia :
  - Simon Teihotu Brando (né en 1963) - le seul habitant de Tetiaroa ;
  - Tarita Cheyenne Brando (1970-1995), s'est suicidée par pendaison.
- Enfants adoptés :
  - Petra Brando-Corval (née en 1972), fille de son adjointe Caroline Barrett Brando et du romancier James Clavell (alias Charles Edmund Dumaresq de Clavell) ;
  - Maimiti Brando (né en 1977) ;
  - Raiatua Brando (né en 1982).
- Enfants avec des mères non identifiées :
  - Stefano Brando alias Stephen Blackehart (né en 1967) ;
  - Dylan Brando (1968-1988) ;
  - Angelica Brando (inconnu).
- Enfants avec sa gouvernante, Maria Christina Ruiz :
  - Ninna Priscilla Brando (née en 1989) ;
  - Myles Jonathan Brando (né en 1992) ;
  - Timothy Gahan Brando (né en 1994).

Connu pour ses nombreuses conquêtes, aussi bien féminines (Marilyn Monroe, Bette Davis, Édith Piaf, Marlène Dietrich, Ursula Andress, Carmen Amaya, Ava Gardner et Jacqueline Kennedy entre autres) que masculines, François Forestier le présentant comme un dépravé sexuel à la gueule d'ange. Il est très proche de l'acteur français Christian Marquand et appellera son premier fils Christian. Il est marié avec Anna Kashfi de 1957 à 1959, puis avec Movita Castaneda de 1960 à 1962. Il quitte cette dernière pour épouser Tarita Tériipaia, sa fiancée dans le film Les Révoltés du Bounty (Mutiny on the Bounty), rencontrée en 1962 sur le tournage du film. Lors de leur rencontre, celle-ci refusait ses avances insistantes jusqu'à ce qu'il s'introduise chez elle et tente de la violer. Elle finit par tomber amoureuse de lui et devenir sa compagne. Comme le décrit Tarita dans son livre, sa relation avec lui était loin d'être facile puisqu'il lui interdit de faire du cinéma et l'obligea à faire un enfant, qu'elle dut alors élever seule, à Tahiti. Il reste avec elle de 1962 à 1972. Le film lui permet de découvrir la Polynésie française et Tahiti, où il décide d'acheter un atoll, Tetiaroa, et de s'installer.
Connu mondialement par les radioamateurs sous les indicatifs KE6PZH et FO5GJ, Marlon Brando est inscrit dans la base de données du FCC sous le nom de Martin Brandeaux. À l'occasion, on pouvait l'entendre avec son indicatif FO5GJ émettant depuis son île privée en Polynésie française. En 1994, au cours d'une entrevue sur CNN avec Larry King, Marlon Brando confirme qu'il s'intéresse toujours au radio-amateurisme. En réponse à une question posée par un téléspectateur, il révèle que le radio-amateurisme lui permet d'« être simplement lui-même ».
Vers la fin de sa vie, la notoriété de Marlon Brando, ses problèmes familiaux et son obésité attirent davantage l'attention des médias que sa carrière cinématographique. Des années 1980 à la mi-1990, Marlon Brando prend énormément de poids, arrivant à peser près de 140 kg et souffrant de diabète de type 2. Il finit ainsi sa vie seul, constamment couché, en regardant sur son magnétoscope les films des duos comiques Laurel et Hardy et Abbott et Costello.

#### Révélation de sa bisexualité
La bisexualité de Marlon Brando, depuis longtemps soupçonnée, a été révélée par l'acteur lui-même au cours d'une interview avec Gary Carey en 1976 : 

« L’homosexualité est tellement à la mode que ça ne fait plus la une. Comme un grand nombre d’hommes, j’ai, moi aussi, eu des expériences homosexuelles et n’en ai pas honte. Je n’ai jamais prêté beaucoup d’attention à ce que les gens pensaient de moi. Mais s’il y a quelqu’un qui est convaincu que Jack Nicholson et moi sommes amants, alors qu’il le croie. Je trouve ça amusant. »

Cela a été confirmé lors de la parution d'une biographie de Marlon Brando, Marlon Brando : les derniers secrets, de Darwin Porter. Cette fois, ce sont les noms de ses partenaires qui sont relatés dans ce livre et notamment des romances avec Bette Davis, Édith Piaf, Marlène Dietrich, James Dean, Montgomery Clift, James Baldwin, Richard Pryor, Marvin Gaye et même Cary Grant pour ne citer qu'eux, en plus d'une affirmation selon laquelle Paul Newman aurait été également bisexuel : « Je n’ai jamais été dupe. Paul Newman a eu autant de liaisons sur des tournages que nous autres, et il était autant bisexuel que moi. Mais, là où moi je me faisais attraper la main dans le sac, lui a toujours réussi à le faire en douce », propos jugés scandaleux par l'entourage de Paul Newman.
Dans les années 2000, une photographie le représentant, en gros plan, en train de pratiquer une fellation, refait surface et se propage sur internet, où elle fait sensation. L'image est ensuite reproduite dans le livre Brando Unzipped. L'auteur de l'ouvrage en confirme l'authenticité et présente l'acte photographié comme une plaisanterie faite lors d'une soirée à Harlem.

#### Assassinat commis par un de ses fils
Le 16 mai 1990, dans la villa familiale de Mulholland Drive sise au 40 N Beverly Drive dans la ville de Beverly Hills, près de Los Angeles, son fils Christian tue Dag Drollet, Tahitien âgé de 27 ans et compagnon de sa demi-sœur Cheyenne, 20 ans, alors enceinte de Dag, avec le pistolet familial et d'une balle dans la tête à bout portant. Cheyenne était le second enfant de Tarita Tériipaia. Commence alors une bataille juridique entre Marlon Brando et J. D. Drollet, le père de la victime, persuadé que Christian avait tué son fils avec préméditation.
Selon Christian, le litige portait sur des suspicions de violences physiques de Dag sur Cheyenne, à l'origine d'une querelle ayant dégénéré et au cours de laquelle les deux hommes se seraient bagarrés mais la scène du crime montre la victime la commande de télévision dans une main, un briquet et du tabac dans l'autre. Christian plaide coupable pour ne pas être condamné à la perpétuité pour meurtre avec préméditation : libéré sous caution de deux millions de dollars, versée par son père qui doit hypothéquer sa demeure qui domine Hollywood pour la payer, il est poursuivi pour homicide volontaire après un plaidoyer de marchandage. Il est finalement condamné en 1991 à dix ans de prison et bénéficie d'une libération conditionnelle en 1996 pour bonne conduite.
Sa demi-sœur Cheyenne, seule témoin du meurtre, est inculpée « pour complicité d'assassinat » en juillet 1990 à Papeete par le juge Gatti (à la demande de J. D. Drollet, dit-on). Instable et toxicomane comme son frère, elle sombre alors dans la dépression, faisant deux tentatives de suicide aux antidépresseurs. Laissée en liberté sous contrôle judiciaire, convoquée comme simple témoin au procès de son frère, elle fuit le territoire, se fait assister par Me Jacques Vergès puis par Me Jean-Yves Le Borgne. Bénéficiant d'un non-lieu, J. D. Drollet dépose une nouvelle plainte pour « non assistance à personne en danger », plainte souffrant d'un obstacle juridique car cette notion de non assistance n'a pas d'équivalent dans le droit californien.
Cheyenne effectue plusieurs séjours en hôpital psychiatrique, et se suicide par pendaison à Punaauia, Tahiti, en 1995 à 25 ans, laissant son fils Tuki, âgé de cinq ans, orphelin. Elle est enterrée avec Dag. Christian quant à lui se marie en 2004, trois mois après la mort de son père Marlon et meurt, le 27 janvier 2008, d'une pneumonie fulgurante.

#### Testament
Déposé devant la Cour supérieure de Los Angeles, Marlon Brando mentionne en août 2004 une succession de 21,6 millions de dollars. Des rumeurs laissaient alors croire qu'il vivait dans le dénuement. Ce n'était qu'un stratagème car il était en procès avec sa gouvernante Christina Ruiz, dont il avait trois enfants, et qui lui réclamait 100 millions de dollars.
Moins de deux semaines avant sa mort, il modifie son testament et nomme trois exécuteurs testamentaires, personnes de confiance et amis.
Le testament est composé de trois parties, dont la moitié représente la villa de Mulholland Drive, à Beverly Hills. L'atoll de Tetiaroa se voit décerner 8,6 millions de dollars, le reste est constitué d'un bungalow à Bora-Bora et d'objets mobiliers, œuvres d'art, manuscrits, etc. Marjorie Smith avait vendu l'atoll de Tetiaroa à Marlon Brando en 1966. Quatre ans après le tournage des Révoltés du Bounty (Mutiny on the Bounty), Marlon Brando reste fasciné par la nature, la culture et la personnalité polynésienne. En 1970, il y ouvre un hôtel dont la maintenance, les salaires aux (rares) employés ne sont assurés que par sa fortune personnelle. Ce ne seront que 33 années de pertes financières. Il est en 2011 la propriété de ses héritiers, lesquels en ont confié l'exploitation à une société hôtelière qui en a fait un complexe hôtelier de luxe, The Brando. Les vols entre Tahiti et Tetiaroa sont assurés par la compagnie aérienne privée Air Tetiaroa, l’unique compagnie desservant l’atoll grâce à une piste.
Les héritiers cités sont ses fils Christian, Miko, Teihotu, ses filles Rebecca Brando Kotlinzky, Maimiti (fille de Tarita Tériipaia, après sa séparation avec Marlon Brando), Raiatua, et les trois enfants de Christina Ruiz, Nina, Myles et Timothy. En sont exclus Tuki, le fils de Cheyenne, et Petra Brando-Corval, fille de son assistante Caroline Barrett. Tuki avait déjà bénéficié, en 1996, d'un million de dollars pour son éducation que gérait sa grand-mère Tarita. Mais Marlon Brando voulait empêcher, par cette exclusion, que J.D. Drollet (père de Dag) accède à l'héritage. Quant à Petra, c'était la fille naturelle de Caroline et d'un écrivain anglais. Marlon Brando ne réussit pas à faire reconnaître la paternité de ce dernier, malgré une fortune dépensée en frais d'avocats.

## Brando et la «Méthode»

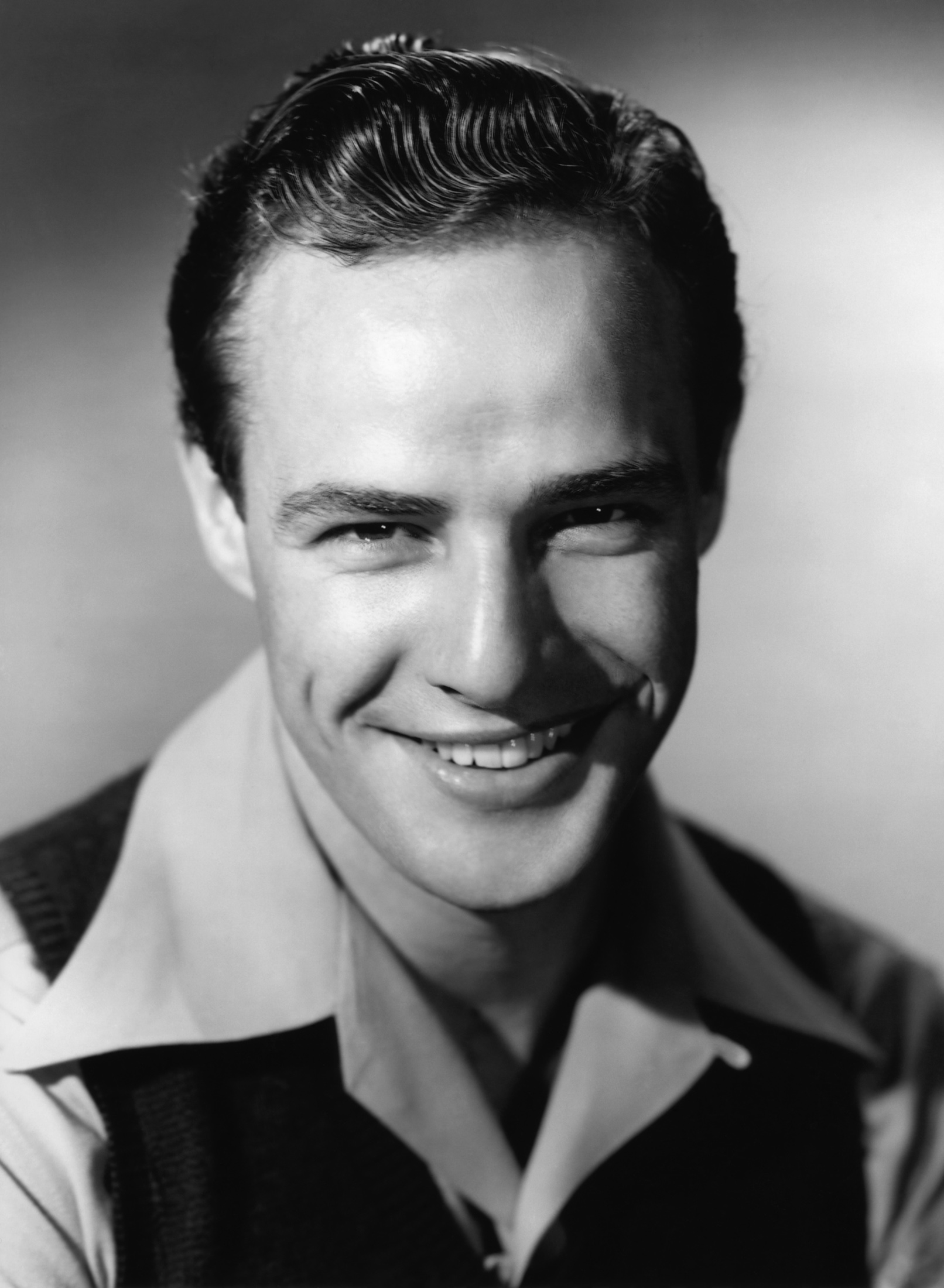
Photo promotionnelle de Marlon Brando pour le film C'étaient des hommes (1950).

Marlon Brando est souvent associé à la fameuse « Method acting » (la « Méthode » en français) qui était enseignée par Lee Strasberg à l'Actors Studio. Cependant, Brando a pris des cours de théâtre avec Stella Adler et ne s'est jamais revendiqué comme un acteur de la « Méthode ».
Stella Adler, ainsi que Strasberg faisaient tous deux partie du Group Theater (en), un collectif de théâtre formé dans les années 1930 à New York ; pour autant, leur point de vue sur la manière de jouer était sur certains aspects diamétralement opposé, notamment sur l'utilisation de l'imaginaire et la mémoire affective, très utilisé par Strasberg.

« "Strasberg", déclara Marlon, "certaines personnes lui vouent un culte, mais je ne m'entendais pas vraiment avec lui. Je n'y suis pas allé [à l'Actor Studio] pour étudier, et il ne m'a jamais enseigné le théâtre. Stella Adler l'a fait, ainsi qu’Elia Kazan". »

« L'identification erronée de Marlon en tant qu'acteur de la Méthode persistera pendant des décennies, et cette étiquette le rendait furieux. »

« À chaque occasion, Marlon précisait qu'il n'était pas un acteur de "la Méthode". »

 

Sa manière de parler, en articulant mal et ses silences rendent ses personnages plus naturels, plus proches de la vie quotidienne. Il passe plusieurs mois en chaise roulante pour C'étaient des hommes afin de se concentrer sur les émotions et les sentiments du personnage, puisant dans ses souvenirs et son vécu. Pour cela il développe sa mémoire sensorielle (registre sensoriel) et la façon dont son corps se souvient de son expérience ; à une personne lui disant qu'il était un grand acteur, il répondait : 

« Non, je me connais seulement très bien. »

Il a su imposer à Hollywood ce type de jeu particulier, allié à son physique avantageux, ce qui lui a permis de jouer dans tout type de films, du navet aux chefs-d'œuvre. Quoique avare en compliments, il appréciait dans la jeune génération le jeu d'Al Pacino et surtout celui de Robert Duvall, à qui il souhaitait une belle carrière et de bons rôles.

## Reconnaissance, hommages
En 1990, la chanteuse Madonna lui rend hommage dans les paroles qu'elle a écrites pour son tube Vogue.
En 1999, Brando est nommé par le magazine Time comme l’une des « 100 personnes les plus influentes du siècle ».

## Filmographie (sélection)

### Réalisateur
- 1961 : La Vengeance aux deux visages (One-Eyed Jacks)

### Acteur

#### Années 1950

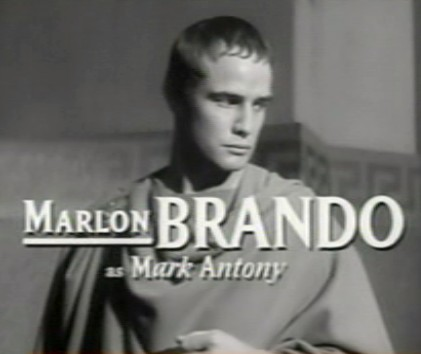
Marlon Brando dans la bande annonce de Julius Caesar.

- 1950 : C'étaient des hommes (The Men) de Fred Zinnemann : Ken Woltzeck
- 1951 : Un tramway nommé Désir (A Streetcar Named Desire) d'Elia Kazan : Stanley
- 1952 : Viva Zapata ! d'Elia Kazan : Emiliano Zapata
- 1953 : L'Équipée sauvage (The Wild One) de László Benedek : Johnny Strabler
- 1953 : Jules César (Julius Caesar) de Joseph Mankiewicz : Marc Antoine
- 1954 : Sur les quais (On The Waterfront) d'Elia Kazan : Terry Malloy
- 1954 : Désirée d'Henry Koster : Napoléon Bonaparte
- 1955 : Blanches Colombes et Vilains Messieurs (Guys and Dolls) de Joseph Mankiewicz : Sky Masterson
- 1956 : La Petite Maison de thé (The Tea House of the August Moon) de Daniel Mann : Sakini
- 1957 : Sayonara de Joshua Logan : Major Lloyd Gruver
- 1957 : Le Bal des maudits (The Young Lions) d'Edward Dmytryk : Lieutenant Christian Diestl

#### Années 1960
- 1960 : L’Homme à la peau de serpent (The Fugitive Kind) de Sidney Lumet : Valentine Xavier
- 1961 : La Vengeance aux deux visages (One-Eyed Jacks) de Marlon Brando : Rio
- 1962 : Les Révoltés du Bounty (Mutiny on the Bounty) de Lewis Milestone : Lieutenant Fletcher Christian
- 1963 : Le Vilain Américain (The Ugly American) de George Englund : Ambassadeur Harrison Carter MacWhite
- 1964 : Les Séducteurs (Bedtime Story) de Ralph Levy : Freddy Benson
- 1965 : Morituri de Bernhard Wicki : Robert Crain
- 1966 : La Poursuite impitoyable (The Chase) d'Arthur Penn : Calder
- 1966 : L'Homme de la Sierra (The Appaloosa) de Sidney J. Furie : Matt Fletcher
- 1967 : La Comtesse de Hong-Kong (A Countess From Hong Kong) de Charlie Chaplin : Ogden
- 1967 : Reflets dans un œil d’or (Reflections In A Golden Eye) de John Huston : Major Weldon Penderton
- 1968 : Candy de Christian Marquand : Grindl
- 1968 : La Nuit du lendemain (The Night of the Following Day) d'Hubert Cornfield et Richard Boone : le chauffeur
- 1969 : Queimada de Gillo Pontecorvo : Sir William Walker

#### Années 1970
- 1971 : Le Corrupteur (The Nightcomers) de Michael Winner: Peter Quint
- 1972 : Le Parrain (The Godfather) de Francis Ford Coppola : Don Vito « Corleone » Andolini
- 1972 : Le Dernier Tango à Paris (Ultimo tango a Parigi) de Bernardo Bertolucci : Paul
- 1976 : Missouri Breaks (The Missouri Breaks) d'Arthur Penn : Lee Clayton
- 1977 : Raoni de Jean-Pierre Dutilleux : le narrateur (dans la version en anglais)
- 1974 : Le Parrain (The Godfather: A Novel for Television ou The Godfather Saga) de Francis Ford Coppola (TV) : Don Vito « Corleone » Andolini
- 1978 : Superman de Richard Donner : Jor-El
- 1979 : Apocalypse Now de Francis Ford Coppola : Colonel Walter E. Kurtz
- 1979 : Racines 2 : Les Nouvelles Générations (Roots : The Next Generations) de John Erman, Charles S. Dubin, Georg Stanford Brown et Lloyd Richard (TV) : George Lincoln Rockwell

#### Années 1980
- 1980 : La Formule (The Formula) de John G. Avildsen : Adam Steiffel
- 1989 : Une saison blanche et sèche (A Dry White Season) d'Euzhan Palcy : McKenzie

#### Années 1990
- 1990 : Premiers Pas dans la mafia (The Freshman) d'Andrew Bergman : Carmine Sabatini
- 1992 : Christophe Colomb : La découverte (Christopher Columbus: The Discovery) de John Glen : Tomas de Torquemada
- 1995 : Don Juan Demarco de Jeremy Leven : Docteur Jack Mickler
- 1996 : L’Île du docteur Moreau (The Island of Dr Moreau) de John Frankenheimer : Docteur Moreau
- 1997 : The Brave de Johnny Depp : McCarthy
- 1998 : Free Money d'Yves Simoneau : le Suédois

#### Années 2000
- 2001 : The Score de Frank Oz : Max
- 2006 : Superman Returns de Bryan Singer : Jor-El (images d'archives)
- 2024 : Super/Man : L'Histoire de Christopher Reeve (Super/Man: The Christopher Reeve Story) (documentaire) de Ian Bonhôte et Peter Ettedgui : lui-même (images d'archives)

## Distinctions

### Oscars du cinéma
Distinctions aux Oscars du cinéma :
| Année | Récompense                          | Film                        | Reçue |
| ----- | ----------------------------------- | --------------------------- | ----- |
| 1952  | Meilleur acteur                     | Un tramway nommé Désir      |       |
| 1953  | Meilleur acteur                     | Viva Zapata !               |       |
| 1954  | Meilleur acteur                     | Jules César                 |       |
| 1955  | Meilleur acteur                     | Sur les quais               | ✔️    |
| 1958  | Meilleur acteur                     | Sayonara                    |       |
| 1973  | Meilleur acteur                     | Le Parrain                  | ✔️    |
| 1974  | Meilleur acteur                     | Le Dernier Tango à Paris    |       |
| 1990  | Meilleur acteur dans un second rôle | Une saison blanche et sèche |       |

### BAFTA Awards

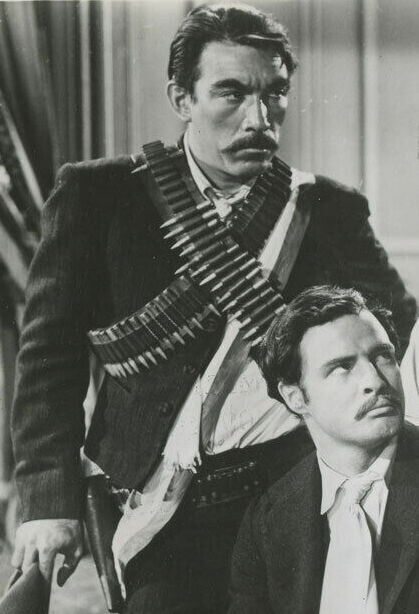
Anthony Quinn et Marlon Brando dans Viva Zapata ! (1952).

Distinctions aux BAFTA Awards :
| Année | Récompense                          | Film                        | Reçue |
| ----- | ----------------------------------- | --------------------------- | ----- |
| 1953  | Meilleur acteur                     | Viva Zapata !               | ✔️    |
| 1954  | Meilleur acteur                     | Jules César                 | ✔️    |
| 1955  | Meilleur acteur                     | Sur les quais               | ✔️    |
| 1958  | Meilleur acteur                     | Le Bal des maudits          |       |
| 1973  | Meilleur acteur                     | Le Corrupteur               |       |
| 1973  | Meilleur acteur                     | Le Parrain                  |       |
| 1974  | Meilleur acteur                     | Le Dernier Tango à Paris    |       |
| 1990  | Meilleur acteur dans un second rôle | Une saison blanche et sèche |       |

### Festival de Cannes
Distinctions au festival de Cannes :
| Année | Récompense                      | Film          | Reçue |
| ----- | ------------------------------- | ------------- | ----- |
| 1952  | Prix d'interprétation masculine | Viva Zapata ! | ✔️    |

### Festival de Saint-Sébastien
Distinctions au festival de Saint-Sébastien :
| Année | Récompense                     | Film                          | Reçue |
| ----- | ------------------------------ | ----------------------------- | ----- |
| 1961  | Coquille d'or du meilleur film | La Vengeance aux deux visages | ✔️    |

## Dans la fiction
En 2022, Paramount+ diffuse la mini-série The Offer, qui revient sur la production du film Le Parrain (1972). Brando y est incarné par Justin Chambers.
Il est incarné par Matt Dillon dans le film français Maria (2024) de Jessica Palud. Ce long métrage biographique sur l'actrice Maria Schneider revient notamment sur le tournage controversé du film Le Dernier Tango à Paris.
Dans le film Waltzing with Brando (2024), il est interprété par Billy Zane. Le film s'inspire des mémoires Waltzing with Brando: Planning a Paradise in Tahiti de Bernard Judge, un architecte ayant collaboré avec l'acteur sur un projet en Polynésie française. Le film se déroule entre 1969 et 1974.

## Voix françaises
Les producteurs français ont cru bon de doubler la voix de Marlon Brando, plutôt douce et haute, par des voix plus graves et viriles, gommant ainsi une part de la personnalité plus ambiguë de l'acteur.
En France, William Sabatier a été la voix française la plus régulière de Marlon Brando,. Il a également été doublé à quatre reprises par Bernard Noël et Georges Aminel.